# Die ägyptische Helena
Die ägyptische Helena (Den egyptiska Helena) op. 75, är en opera i två akter med musik av Richard Strauss och libretto av Hugo von Hofmannsthal från 1928.

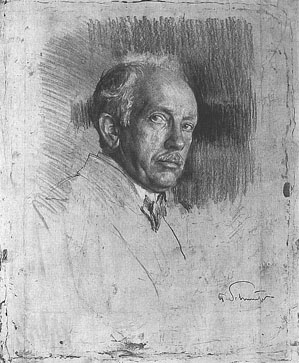
Richard Strauss

## Bakgrund
Strauss och von Hofmannsthal hade tillsammans åstadkommit fyra operor: Elektra, Rosenkavaljeren, Ariadne på Naxos och Die Frau ohne Schatten. 1923 hade det gått sex år sedan de senast samarbetade och von Hofmannsthal föreslog berättelsen om den Sköna Helena och särskilt slutet på densamme. Enligt myten var Helena gift med kung Menelaos av Sparta men blev bortrövad av prins Paris och förd till staden Troja, därmed orsakande det Trojanska kriget. Efter kriget återfördes Helena till sin make. Men enligt Euripides skapade de grekiska gudarna en skenbild av Helena som Paris tog med sig medan den riktiga Helena fördes till Egypten där hon låg nersövd under kriget. När Menelaos och den riktiga Helena till sist möttes uppstod de frågor som von Hofmannsthal särskilt fann intressanta att skriva om; skulle Menelaos tro på historien och kunna förlåta och förstå Helena? von Hofmannsthal beskrev Menelaos situation med stor dramatisk inlevelse:
Den natt då grekerna trängde in i det brinnande Troja - den natten måste Menelaos ha funnit sin maka i ett av de brinnande palatsen och burit ut henne genom de sammanstörtande murarna, denna kvinna, den älskade, stulna gemålen och dessutom världens vackraste kvinna, som var orsak till kriget, till dessa fruktansvärda tio år, till den likbeströdda slätten och branden, och bredvid står Paris änka och väninnorna till ytterligare tio eller tolv av Priamos söner, som nu alla ligger döda eller döende - alltså änkorna till dessa  tio eller tolv unga furstar! Vilken situation för en äkta make!
Strauss var mer fängslad av sitt återkommande älsklingsämne: att skriva om kärleken mellan man och kvinna. von Hofmannsthal önskade att Maria Jeritza skulle sjunga rollen som Helena och antingen Karl Aagard Østvig eller Richard Tauber som Menelaos. Han var inte rädd för att beskriva vilken sorts musik han tyckte att Strauss skulle komponera:
Stilen måste vara väldigt lättflytande, emellanåt lika beskrivande som förspelet till Ariadne på Naxos, ibland tangera dialogscenen i Rosenkavaljeren, men aldrig lika tung som Ariadne. Det kommer finnas många tillfällen för duetter och trios. Dessa lyriska passager kommer, såvida jag inte misslyckas med mitt libretto, skilja sig klart från den obesvärade och ofta psykologiserande, diskreta dialogen. Ju mer lätt du kan hantera detta, desto bättre kommer det att bli.
Librettot han skrev skulle knappast inspirera till lättsam musik, ty texten skulle visa sig bli en av von Hofmannsthals mer komplexa skapelser, en kombination av grym handling och olycksbådande filosofi och obskyr symbolism. Strauss verkar dock ha tagit saken med ro. I oktober 1923 fick Strauss det första utkastet till librettot och började komponera men det skulle ta tid innan han var färdig. Inte förrän 8 oktober 1927 var partituret klart.

## Premiär med förhinder

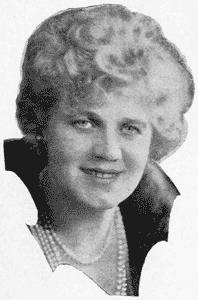
Maria Jeritza

I slutet av 1920-talet var en operapremiär av Strauss inte den sensation i musikvärlden som hans tidiga operor hade varit. Det var därför viktigt att sätta fokus på en glansfull premiär med de största sångarna så att pressen och publiken hade något att tala om. Mycken tid gick förlorad åt att bestämma var premiären skulle äga rum och vilka som skulle sjunga huvudrollerna. Semperoper i Dresden hade av tradition uppfört de flesta av Strauss operor, trots att varken staden eller operahuset var det största i Tyskland. Men där fanns bra sångare, en utmärkt orkester och förstklassiga dirigenter. Rollen som Helena var dock svårsjungen (med den tidens mått mätt) och där fanns ingen bättre sångerska mer lämpad än österrikiskan Maria Jeritza. Semperoper hade därför inget annat val än att engagera henne som gästsolist för detta tillfälle. Men Jeritza begärde så mycket i gage att operaledningen inte kunde tillmötesgå kravet. Det tyska teaterförbundet hade reglerat tyska löner och inga undantag kunde göras. Strauss försökte övertala operaledningen att gå med på hennes krav men då hotade teaterförbundet att bojkotta alla hans föreställningar i Tyskland. Strauss var upphovsman och kunde bestämma var hans verk skulle uppföras. Om det var så att Tyskland inte kunde garantera den kvalitet han eftersökte, fann han ingen annan råd än att ge premiären till Wien. Eftersom Jeritza redan var anställd vid Wienoperan var problemet med hennes gage redan löst. Förslaget att Dresden skulle få ha premiär dagen efter uruppförandet i Wien möttes med ilska från operaledningen i Dresden. Strauss föreslog då att Dresden skulle få ha uruppförandet medan Wien skulle få ha premiären dagen därpå. Jeritza blev rasande, om hon inte fick sjunga på premiären ville hon inte sjunga rollen alls. Strauss vädjade till henne:
| ” | Jag kan inte förlika mig med nyheten att du inte kommer att sjunga rollen som Helena, din Helena, skapad med dig i åtanke från start och skriven för dig, om inte premiären äger rum i Wien... Ditt avhopp är ett hårt slag mot min än så länge ofödda Helena. Jag förstår dig fullständigt och jag delar din uppfattning att du är den mest lämpade för rollen. Men, tyvärr, ser du saken ur fel synvinkel och du är ovetande om de ansträngningar jag har gjort under åtta veckors tid för att reda ut denna tröttsamma och i grunden löjliga fråga angående premiären. Lagligt sett har jag rätt. Men vet du vad som har hänt? Kulturministern i Sachsen har kontaktat tyska ambassadören i Wien i syfte att bearbeta de österrikiska ministrarna att neka Wien premiären! | „ |

Till slut bestämde Strauss sig: Dresden skulle få ha urpremiären 6 juni 1928 men med Elisabeth Rethberg som Helena och Fritz Busch som dirigent. Strauss skrev till von Hofmannthal och berättade vad som hade hänt:
Eftersom det inte verkar gå att få Jeritza har jag slutligt bestämt mig för Rethberg, vars något småborgerliga uttryckssätt 'avsevärt' har förbättrats i Amerika. Hon är inte lika lång som Madame Jeritza och kommer därför bättra matcha den korte Taucher som Menelaos.

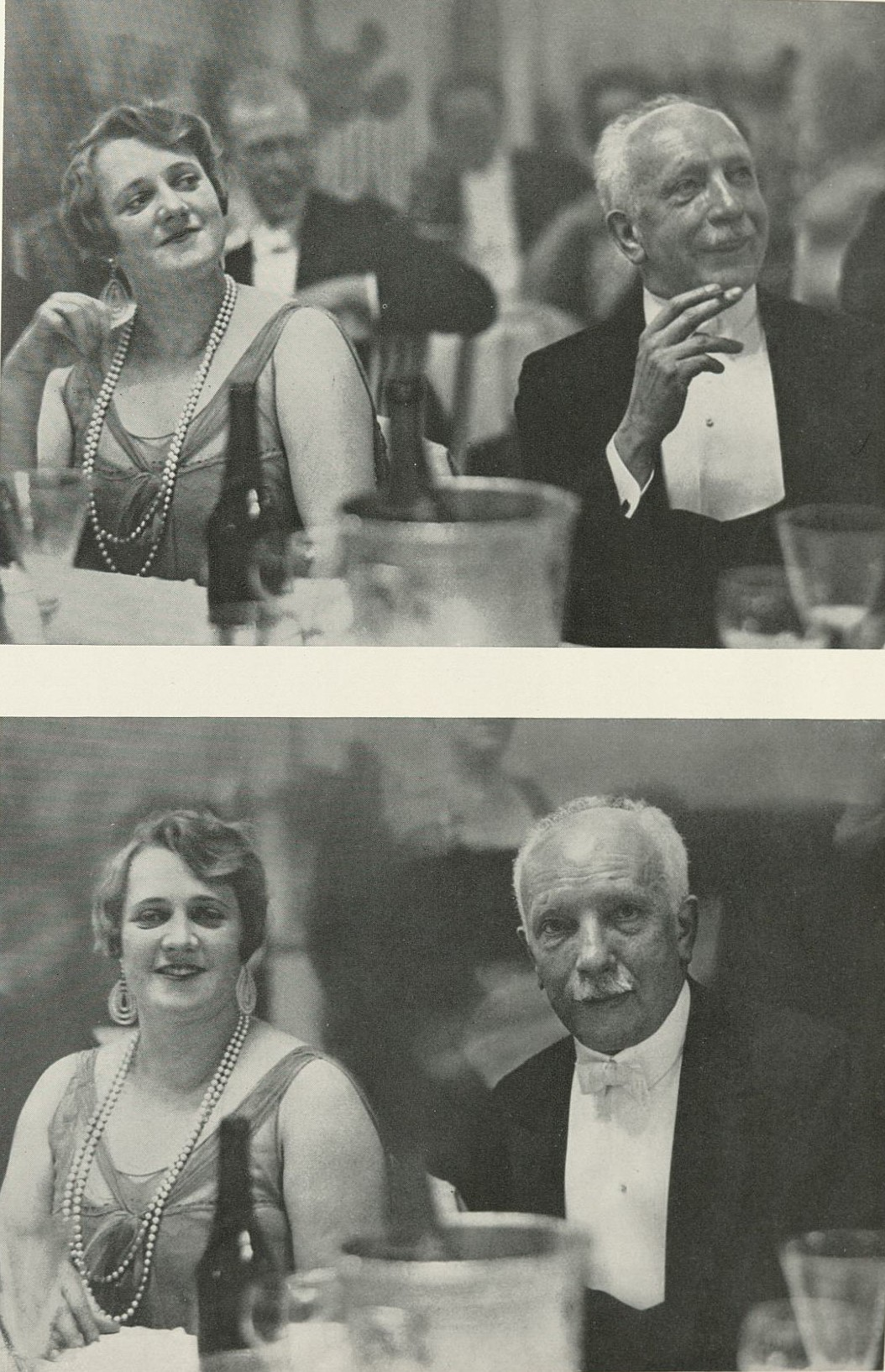
Elisabeth Rethberg och Richard Strauss firar premiären av Die ägytische Helena på Hotel Bellevue i Dresden.

von Hofmannsthal blev rasande:
Det verkar som att trots att vi har känt varandra så länge och vill varandra väl, så har du inte den ringaste aning vad det är i vårt samarbete som skänker mig glädje och vad som har motsatt effekt. Jag tror ingen känner mig så lite. /.../ Det är inte sångerskans ansikte som betyder något. /.../ lika lite kvittar det om Madame Rethberg numera har fina kläder och ser 'mer sofistikerad ut' (vad som för övrigt räknas som sofistikering bland teaterfolk i Tyskland är i varje fall förskräckligt), utan allt beror på agerandets magi. /.../ Madame Rethberg må sjunga som en näktergal, om det begriper jag inget. Vad jag dock begriper är att hon är värre än medioker som aktris och detta kommer förstöra Helena, totalt förstöra henne.
Förståeligt blev Strauss förnärmad av von Hofmannsthals ton: "Varför blir du alltid så giftig när frågor om artister ska diskuteras affärsmässigt och du inte delar min uppfattning? Att omedelbart anklaga mig för att inte förstå dig är varken artigt eller juste. Jag tror att jag förstår dig mer än andra människor. Annars skulle jag aldrig ha tonsatt dina libretti tvärtemot inrådan från 'mer kompetent' folk." 
Strauss och von Hofmannsthal försökte även engagera Lotte Lehmann för rollen men Lehmann (troligen förargad över att hon inte hade blivit tillfrågad först) spelade svårfångad och allt rann ut i sanden. 
Den 11 juni (Strauss födelsedag) skulle Strauss själv dirigera premiären i Wien med Jeritza som Helena. Jeritza gick med på detta men hämnades i en tidningsartikel där hon bland annat hävdade att hon inte hade lärt sig rollen. Strauss skrev till sin son "Jag har en känsla av att hon har ångrat sig och vill hoppa av. Om hon påstår att hon fortfarande inte har lärt sig akt ett, är jag övertygad om att hon ljuger!" Repetitionerna i Dresden blev stormiga. Busch var ofta sjuk och uteblev från flera av orkesterrepetitionerna. En annan dirigent, Leo Wurmser, repeterade i Buschs frånvaro och såg till att orkestern var väl förberedd. Producenten Otto Erhardt trodde aldrig riktigt på operan och blev tokig av Strauss hustru Pauline som lade sig i allting. Operan fick bra recensioner i Dresden och ännu bättre gick det i Wien fem dagar senare. Strauss var nöjd men tyckte att Helenas aria i akt två, Zweite Brautnacht, hade sjungits bättre av Rethberg.

### Efter premiären
Till en början gick operan för fulla hus på tyska operahus men entusiasmen lade sig snabbt. När Jeritza var förhindrad att sjunga i Wien fick rollen sjungas av sångerskor som inte kunde nå upp till hennes kvalitet, vilket resulterade i att operan snart lades ner. Die ägyptische Helena hör till Strauss minst spelade operor.
1933 reviderade Strauss operan och gjorde vissa ändringar och strykningar i musiken. Clemens Krauss gjorde en andra revidering 1935 och 1937 som mest bestod i att flytta om några scener. 1996 gjordes en slutlig revidering av operan som återgick till ursprungsversionen från 1928.

## Roller
| Roller                 | Stämma                 | Rollbesättning vid premiären 6 juni 1928 Dirigent: Fritz Busch  |
| ---------------------- | ---------------------- | --------------------------------------------------------------- |
| Helena                 | Sopran                 | Elisabeth Rethberg                                              |
| Menelaos               | Tenor                  | Curt Taucher                                                    |
| Hermione, deras dotter | Sopran                 | Anneliese Petrich                                               |
| Aithra                 | Sopran                 | Maria Rajdl                                                     |
| Altair                 | Baryton                | Friedrich Plaschke                                              |
| Da-ud, hans son        | Tenor                  | Guglielmo Fazzini                                               |
| Två tjänarinnor        | Sopran Mezzosopran     | Erna Berger Sigrid Rothermel                                    |
| Fyra älvor             | Två sopraner Två altar | Angela Kolniak, Eva Johnn, Elfriede Haberkorn, Sigrid Rothermel |
| Den allvetande Musslan | Alt                    | Helene Jung                                                     |

## Handling

### Akt ett
ca 60 minuter
På ön faller skymningen över havsguden Poseidons palats. Trollkvinnan Aithra väntar förgäves på hans återkomst och undrar otåligt varför han är sen till den måltid hon har tillrett åt honom. Förutom några tjänarinnor är hennes enda sällskap en mystisk mussla som inte bara kan se och veta allt, utan även har förmågan att förmedla det. Som svar på Aithras envisa fråga svarar musslan att Poseidon är "hos etiopierna". Aithra blir så upprörd av detta svar, som bara förlänger hennes ensamhet, att hon vägrar ta emot den dryck som tjänarinnan erbjuder henne. Under tiden förnimmer och beskriver musslan en händelse av angelägen natur: på ett skepp där alla sover smyger en man mot en kvinna han tänker mörda. Offret är ingen annan än den Sköna Helena av Troja, den blivande mördaren är hennes make Menelaos. Aithras intresse vaknar. Hon framkallar en storm som får skeppet att gå under och förhindrar mordet samtidigt som hon glädjer sig åt tillfället att få den Sköna Helena som gäst. 
Planen lyckas och snart stapplar de skeppsbrutna Helena och Menelaos in i palatset. Under deras samtal framkommer följande: Menelaos har krigat i tio år, offrat en hel armé och bränt Troja för att återta sin vackra hustru från hennes älskare Paris (som han har dödat). Han är fortfarande fylld av bitterhet och ilska över hennes otrohet och flykt att han fullständigt vägrar glömma eller förlåta vad hon gjort och att hon ska dö. Deras dotter Hermione har han förbjudit att låta henne träffa. Helena, å sin sida, har förlikat sig Paris död och önskar nu bara återfå sin makes forna kärlek, som hon fortfarande älskar. Aithra tjuvlyssnar och förargas över Menelaos tjuriga inställning och kallar samman sina älvor för att under natten hemsöka och skrämma honom. I ren desperation anmodar Helena sin make att döda henne och Menelaos ska just hugga ihjäl Helena då månen tittar fram och åsynen av henne i månskenet får honom att tveka. Älvorna intalar Menelaos att Paris har dykt upp och han störtar ut för att få tag i honom och Helena. Med hjälp av Aithras magiska återfår Helena sin ungdomliga skönhet och ger en henne en dryck som dämpar hennes ångest och rädsla. Innan hon faller i sömn klär älvorna henne i en vacker klänning och lägger henne på en säng.
När Menelaos återvänder, starkt upprörd och förvirrad, möts han av Aithra som ger honom samma lugnande dryck. Hon berättat att han inte har mördat Helena, hon ligger nersövd i rummet intill. Därefter berättat hon att under hela tiden som det verkade som om Helena befann sig i Troja var det i själva verket en falsk spegelbild skapad av gudarna. Den riktiga Helena hade förts till palatset av Aithras far genom en magisk sömn och där har hon vilat sedan dess, oskyldigt drömmande om sin make. Trots drycken är Menelaos inte helt övertygad, inte ens när Helena kommer emot honom lika vacker som i sin ungdom - är det spegelbilden eller den riktiga Helena? Om detta nu är den riktiga Helena, då har ju han varit den otrogne genom sitt umgänge med spegelbilden. Helena oroas över eventuella repressalier. Aithra kommer på idén att de båda älskande ska få en tid tillsammans ensamma i en magisk paviljong vid foten av Atlasbergen. Hon instruerar Helena att komma ihåg att de båda måste dricka den dryck som håller tillbaka minnet av det förgångna.

### Akt två
ca 67 minuter
I paviljongen vaknar Helena upp och lovprisar parets andra bröllopsnatt ("Zweite Brautnacht"). Men när Menelaos också vaknar är det uppenbart att han fortfarande misstror sina sinnen. Han är nu fullständigt övertygad om att Helena är den skuggbild som han i fortsättningen inte vill ha något med att göra. Helena försöker förmå Menelaos att dricka mer av drycken men inser att det är förgäves just nu. En samling av ökenryttare uppenbarar sig ledda av bergprinsen Altair. Han har anlänt på uppmaning från Aithra och blir genast betagen av den unga och vackra Helena. Även hans män fascineras däribland hans son Da-ud. Menelaos tycker sig känna igen Paris uppvaktning av Helena i den unge mannen, samme Paris som han nu totalt har glömt att han redan har dödat. Altair bjuder med Menelaos på jakt och förser honom med vapen. Detta påminner Menelaos om förra gången han begav sig ut på jakt och fann Helena bortrövad när han kom tillbaka. Jaktsällskapet ger sig iväg och Aithra gör entré. Hon har av misstag givit Helena inte bara drycken som ger glömska utan även en dryck som ger minnet tillbaka. Helena blir överlycklig för hon önskar inget högre än att Menelaos ska återfå minnet då glömskan inte kunde rädda deras lycka.
Aithra blir förskräckt men Helena står fast vid sitt beslut. Altair närmar sig för att börja sin uppvaktning av Helena och bjuder in henne till en fest han ska hålla till hennes ära. Helena skrattar åt honom. Till och med när budet når dem att Menelaos har dödat Da-ud under jakten, fortsätter Altair sin kurtis. Da-uds lik bärs in följd av Menelaos som i trance. Försiktigt får Helena honom att förstå vad han har gjort och förbereder sedan drycken som ska ge minnet tillbaka. Altairs eunucker försöker få med henne till festen men kan inte hindra henne lika lite som Altair. När drycken är färdig bjuder hon Menelaos att dricka. Övertygad om att spegelbilden ger honom en giftblandning tar han emot den, viss i tanken att i döden ska han återse den riktiga Helena. Först erfar han en känsla av vaknad hämnd, sedan ser han sin hustru och accepterar slutligen både det goda och onda i hennes förflutna. I och med detta flyter de båda bilderna av henne samman till en. Altair gör ett sista försök att skilja Menelaos och Helena åt med våld men hindras av Aithra som med Poseidons hjälp har kallat samman en grupp beväpnade soldater. De har med sig Hermione, Menelaos och Helenas dotter, som tillsammans med sina föräldrar nu ska leva lyckligt.

## Orkesterbesättning
- Träblåsinstrument

4 tvärflöjter (flöjt 3 och 4 dubblerar på piccolaflöjt), 2 oboer, Engelskt horn, 3 klarinetter, basklarinett, 3 fagotter (fagott 3 dubblerar på kontrafagott)
- Bleckblåsinstrument

6 horn, 6 trumpeter, 3 tromboner, tuba
- Slagverk

Pukor, bastrumma, tamtam, cymbaler, virveltrumma, klockspel
- Stråkar

Violin I (16), Violin II (14), Viola (10), Cello (10), Kontrabas (8)
- Klaverinstrument

Celesta, orgel
- Scenmusik

6 oboer, 6 klarinetter, 4 horn, 2 trumpeter, 4 tromboner, pukor, 4 trianglar, 2 tamburiner, vindmaskin

## Diskografi (urval)
| År   | Roller (Helena, Menelaus, Aithra, Altair)                                    | Dirigent, Orkester                                             | Skivmärke                               |
| ---- | ---------------------------------------------------------------------------- | -------------------------------------------------------------- | --------------------------------------- |
| 1956 | Leonie Rysanek, Bernd Aldenhoff, Annelies Kupper, Hermann Uhde               | Joseph Keilberth, Wiener Staatsopers orkester och kör          | Audio CD: Opera d'Oro Cat: OPD 1381     |
| 1970 | Gwyneth Jones, Jess Thomas, Mimi Coertse, Peter Glossop                      | Josef Krips Wiener Filharmonikerna och Wiener Staatsopers kör  | Audio CD: RCA Cat: 74321 69429-2        |
| 1979 | Gwyneth Jones, Matti Kastu, Barbara Hendricks, Willard White                 | Antal Dorati, Detroit Symphony Orchestra                       | Audio CD: Decca (London) Cat: 430 381-2 |
| 2001 | Vitalija Blinstrubyte, Stephen O'Mara, Giulia Mattana, Johannes von Duisburg | Gérard Korsten, Teatro Lirico di Cagliari Orchestra and Chorus | Audio CD: Dynanmic Cat: CDS 374/1-2     |
| 2002 | Deborah Voigt, Carl Tanner, Celena Shafer, Christopher Robertson             | Leon Botstein, American Symphony Orchestra                     | Audio CD: Telarc Cat: CD 80605          |